# Hans Deuschl
Hans Deuschl, född 21 juli 1891 i Grafing vid München, död 27 april 1953 i Starnberg, var en tysk läkare, SS-Oberführer och funktionär inom läkarförbundet i det nationalsocialistiska Tyskland.

## Biografi
Deuschl var son till en gods- och bryggeriägare och växte upp med 14 syskon. Sin skoltid avslutade han med höga betyg på realgymnasiet i Rosenheim, varefter han började studera till läkare vid universiteten i München och Erlangen. Under studietiden åhörde han i studentföreningen Apollo anföranden av Heinrich Himmler, som han blev nära vän med. Han deltog i Första världskriget och gjorde avbrott i sina läkarstudier. Efter krigsslutet fick han i mitten av maj 1919 anställning för klinisk praktik inom hälso- och sjukvården i "Heil- und Pflegeanstalten Regensburg und Wöllersdorf" samt fortsatte sina studier vid universitetet i München. Han avlade med.dr.-examen 1923. Därefter var han sina föräldrar behjälplig i familjens företag till 1925 och arbetade samtidigt som sjukhusläkare. Under åren 1928–1935 var han assistentläkare på sjukhus i München. I april 1932 avlade han examen till specialistläkare i röntgen- och ljusbehandlingsvård.
Under första världskriget tillhörde han Freikorps och samtidigt engagerade han sig i Völkischer Block, och uppnådde där oberführers grad. År 1924 kandiderade han till borgmästarposten i hemstaden Grafing. Han anslöt till NSDAP i september 1929 (Medlemsnummer 147.015) och antogs till SS i juni 1931 (SS-nummer 8894). Med stöd av Heinrich Himmler anställdes han vid Sanitetsväsendet i München och så började hans karriär inom SS. Deuschl befordrades den 30 januari 1937 till Oberführer och tjänstgjorde som Reichsärtzeführer dr. Gerhard Wagners ställföreträdare. Bland annat besökte han som Wagners ställföreträdare Ostpreussiska läkarsällskapets kongress i Königsberg under det avslutande studiebesöket i Stockholm och Uppsala i juni 1937.. Vid denna kongress hade läkare och tandläkare haft en stor genomgång av den s.k. Führerprincipen, om förebyggande vård i den tyska befolkningen. Deuschl var i augusti 1929 en av grundarna till Nationalsocialistiska läkarsällskapet (NSDÄB). Från mars 1931 var han ordförande för NSDÄB och var till augusti 1934 ansvarig utgivare för förbundets  facktidskrift Ziel und Weg. Han var också ledare för Hartmannbund vilket 1936 sammanslogs med NSDÄB. Deuschel hade sen 1933 varit Gerhard Wagners ställföreträdare, vilket formaliserades 1937. När Wagner avled 1939 ersatte Kurt Blome Deuschl som ställföreträdare och Deuschl utnämndes till råd i Reichsärtzenkammer. Deuschl deltog i upprättandet av Führershule der Deutchen Ärtzenschaft i Alt Rehse den 1 juni 1935 och var dess första ledare. Från den tiden fokuserande han mer på den organisatoriska utvecklingen än den kliniska läkarverksamheten, men deltog också en i del av "forskning" i Reval och vid KZ Dachau.
I februari 1937, vid 46 års ålder, gifte han sig för andra gången och då med den 19 år yngre svenska barnmorskan Sara Maria Toll. Vid parets bröllopsfest deltog Heinrich Himmler, som året därpå var fadder för deras första barns dop, sonen Heinrich. Paret fick ytterligare tre barn, varav de tre yngsta följde med modern till Sverige vid krigsslutet 1945. Sonen Heinrich hade avlidit som barn. Äktenskapet bestod tills Deuschl avled 1953. Då Martin Bormann avslutade Deuschls ledarpost för Führerschule Der Deutchen Ärtzenschaft 1940, flyttade paret Deuschl till München, där Deuschl fick en ny tjänst inom SS.
Från mitten av november 1941 till april 1943 var Deuschl ledare för Sundhetsväsendet i estländska Reval och direktör för "Der Deutsche Klinik". Ett exempel på problem som han hanterade där var redan i januari 1941 fläcktyfus bland krigsfångarna och han skrev "Am 24. Januar 1942 schlug er Himmler vor, „zur Eindämmung des Fleckfiebers die Hälfte aller sowjetischen Kriegsgefangenen in seinem Gebiet erschießen zu lassen, um die andere Hälfte dieser bolschewistischen Bestien mit doppelten Rationen als Arbeitskräfte zu erhalten“ = "Den 24 januari 1942 föreslog han Himmler att "för att hålla tillbaka tyfus skulle hälften av alla sovjetiska krigsfångar i hans område skjutas för att kunna ta emot den andra hälften av dessa bolsjevikiska bestar på dubbelranson som arbetskraft". Han avbröt sina försök i Reval och förflyttades från Reval till koncentrationslägret Dachau 1943 där han kunde avsluta sina försök. År 1944 utnämnde Heinrich Himmler honom till borgmästare i Starnberg, vilket han var till krigets slut 1945. Han genomgick därefter ett statligt avnazifieringsprogram för medlöpare.

## Utmärkelser
- Tyska Olympiska Hederstecknet av andra klassen[6]
- NSDAP:s partitecken i guld[7] (30 januari 1939)
- SS Hederssvärd[6]
- SS-Ehrenring[6]
- SS-Julleuchter